# تاريخ اليهود في الولايات المتحدة
كان  تاريخ اليهود في الولايات المتحدة  جزءا من النسيج الوطني الأميركي منذ العصور الاستعمارية. حتى 1830 الجالية اليهودية في تشارلستون، ساوث كارولينا، وقد كانت الأكبر في أمريكا الشمالية. وصل اليهود الألمان في منتصف القرن 19، وقد أسسوا مخازن الملابس التي أنشئت في المدن في جميع أنحاء البلاد، وكانوا نشطين في مجال الخدمات المصرفية في نيويورك. شكلوا المعابد الإصلاحية. هجرة اليهود الشرقيين المتحدثين باللغة اليديشية، يهود أشكناز 1880 –1914, جلبت عنصرا تقليديا كبيرا، فقيرا إلى مدينة نيويورك.كانوا من الأرثوذكس، أو المحافظين في الدين. أسسوا الحركة الصهيونية في الولايات المتحدة، وكانوا من المؤيدين النشطاء في الحزب والنقابات العمالية الاشتراكية. اقتصاديا، وهم قد ركزوا جهودهم في صناعة الملابس. وسعوا أيضا إلى السيطرة على صناعة السينما من القاعدة في هوليوود. وصل لاجئون من مجتمعات الشتات في أوروبا بعد الحرب العالمية الثانية، وبعد عام 1970، من الاتحاد السوفياتي. سياسيا، كان اليهود الأمريكيين نشطين بشكل خاص كجزء من تحالف الصفقة الجديدة الليبرالية للحزب الديمقراطي منذ 1930، على الرغم من أن هناك عنصرا جمهوريا محافظا في الآونة الأخيرة بين الأرثوذكس. وفشت ظاهرة مستويات تعليم مرتفعة بين اليهود، وارتفعت معدلات الحراك الاجتماعي الصاعدة. وقد تضاءلت الجاليات اليهودية في المدن الصغيرة، وتركز السكان في المناطق الحضرية الكبيرة.
في 1940، شكل اليهود 3.7٪ من سكان البلاد. اليوم، فإن تعدادهم يقدر بحوالي 5.7 مليون نسمة،  عدد السكان هو 2٪ من التعداد الوطني، وقد تقلص نتيجة لحجم الأسرة الصغير والزواج بين الأديان مما أدى إلى إهمال الرقابة في أكبر المراكز السكانية في المناطق الحضرية من نيويورك (مدينة) (2.1 مليون في عام 2000)، لوس أنجلوس. (668,000)، ميامي (331,000)، فيلادلفيا (285,000)، شيكاغو (265,000) وبوسطن (254,000).

## الهجرة اليهودية
عدد السكان اليهود في الولايات المتحدة هو نتاج موجات من الهجرة في المقام الأول من مجتمعات الشتات في أوروبا؛ واستلهم الهجرة في البداية من قبل الانسحاب من الفرص الاجتماعية والمشاريع الأمريكية، وكان في وقت لاحق ملجأ من خطر معاداة السامية الأوروبية المستمرة قليل قد عادوا من أي وقت مضى إلى أوروبا، على الرغم من الدعاة الملتزمون بالصهيونية لديهم قد ركزوا جهودا عاليه في الهجرة إلى إسرائيل 
نداء أميركا باعتبارها وسيلة سهلة لإدخال «بوتقة» للعديد من الثقافات أدى إلى القواسم المشتركة جديد من الثقافة والقيم السياسية. سمحت هذه الثقافة المفتوحة العديد من مجموعات الأقليات، بما في ذلك اليهود، لتزدهر في أمريكا المسيحية والغالب البروتستانتية. معاداة السامية في الولايات المتحدة كانت دائما أقل شيوعا مما كان عليه في المناطق التاريخية الأخرى من السكان اليهود، سواء في أوروبا المسيحية أو في الأجزاء المسلمة في الشرق الأوسط.
من عدد سكان 1,000-2,000 للسكان اليهود في عام 1790، معظمهم من الهولنديين اليهود السفارديم، واليهود من إنجلترا، والرعايا البريطانيين، نمت الجالية اليهودية الأمريكية إلى حوالي 15,000 قبل 1840, وحوالي 250,000 من قبل عام 1880. معظم منتصف القرن 19 اشكنازي المهاجرين اليهود إلى الولايات المتحدة جاءوا من مجتمعات الشتات في الدول الناطقة باللغة الألمانية، بالإضافة إلى أكبر الهجرات الألمانية الأصلية المتزامنة. انهم جميعا تكلموا في البداية الألمانية، واستقروا في مختلف أنحاء البلاد، تم استيعابهم مع المهاجرين اليهود الجدد الذين إشتركوا عادة في التجارة، والصناعة التحويلية، والبضائع الجافة أي مخازن (الملابس) في العديد من المدن.
بين 1880 وبداية الحرب العالمية الأولى في عام 1914، حوالي 200.0000 من اليهود المتحدثين باللغة اليديشية يهود الاشكناز هاجروا من مجتمعات الشتات في أوروبا الشرقية، حيث كررت مذابح بوغروم التي جعلت الحياة لا يمكن الدفاع عنها. جاءوا من مجتمعات الشتات اليهودية من روسيا، ومستوطنات (الحديثة بولندا وليتوانيا وروسيا البيضاء وأوكرانيا ومولدوفا)، والأجزاء التي تسيطر عليها روسيا ل بولندا. المجموعة الأخيرة تمركزت في مدينة نيويورك، التي أنشئت فيها صناعة الملابس، التي وفرت مخازن البضائع الجافة في جميع أنحاء البلاد، وكانوا يعملون بشكل كبير في النقابات. أنهم هاجروا إلى جانب المهاجرين في أوروبا الشرقية وجنوب أوروبا الأصليين، الذين كانوا على خلاف الديموغرافية الأمريكية السائدة تاريخيا في شمال وغرب أوروبا؛ وثائق الهجرة تشير بين 1880 و 1920 أن هؤلاء المهاجرين الجدد ارتفع عددهم من أقل من خمسة في المئة من كل المهاجرين الأوروبيين إلى ما يقرب من 50٪. يسبب هذا التغيير يخشى تجدد المشاعر القائمة على حماية مصالح المواطنين، ولادة الهجرة تقييد دوري، والدراسات في الكونغرس من قبل لجنة ديلينجهام 1907-1911.
في قانون حصص الطوارئ لعام 1921 تم إقرار القيود المفروضة على الهجرة التي أنشئت خصيصا لهذه الجماعات، وقانون الهجرة لعام 1924 أدى مزيد من تشديد وتقنين هذه الحدود التي تلت ذلك حتى الكساد الكبير، وعلى الرغم من تردي الأوضاع لليهود في أوروبا، مع صعود ألمانيا النازية، فقد ظلت هذه الحصص تراوح مكانها مع بعض التعديلات الطفيفة حتى صدر قانون الهجرة والجنسية لعام 1965
اليهود خلقوا بسرعة شبكات الدعم التي تتكون من العديد من المعابد الصغيرة والاشكنازي اليهودية  Landsmannschaft EN  (الألمانية «الجمعيات الإقليمية») لليهود من نفس البلدة أو القرية.
وحث قادة الوقت استيعاب اليهود والاندماج في الثقافة الأمريكية الواسعة، وسرعان ما أصبح اليهود جزءا من الحياة الأميركية. خلال الحرب العالمية الثانية، وأصبح 500,000 من اليهود الأمريكيبن، أي ما يقرب من نصف جميع اليهود الذكور بين 18 و 50 عاما، جاهزين للانخراط في الخدمة، وبعد الحرب، انضمت العائلات اليهودية إلى الاتجاه الجديد من حيث الإنتشار في الضواحي، لأنها أصبحت أكثر ثراء وأكثر قدرة على الحركة..
توسعت الجاليات اليهودية في المدن الرئيسية الأخرى، ولا سيما حول لوس أنجلوس وميامي. وإنضم كثير من الشباب إلى المدارس الثانوية والكليات العلمانية وإندمجوا مع غير اليهود، بحيث زادت معدلات التزاوج وإرتفعت إلى ما يقرب من 50٪. عضوية الكنائس اليهودية، مع ذلك، نمت بشكل ملحوظ، من 20٪ من السكان اليهود في عام 1930 إلى 60٪ في 1960.
وتلت موجات سابقة من قيود الهجرة والهجرة التي تلت المحرقة التي دمرت معظم المجتمع اليهودي الأوروبي بحلول عام 1945. هذه أيضا قد جعلت الولايات المتحدة المنزل لأكبر عدد من يهود الشتات في العالم. في عام 1900 كان هناك 1.5 مليون من الأميركيين اليهود. في عام 2005 كان هناك 5.3 مليون.
على المستوى اللاهوتي، اليهود الأمريكيين ينقسمون إلى عدد من الطوائف اليهودية، منها الأكثر عددا هي اليهودية الإصلاحية، اليهودية المحافظة والأرثوذكسية اليهودية. ومع ذلك، ما يقرب من 25٪ من اليهود الأمريكيين غير تابعون لأية طائفة. نشأت اليهودية المحافظة في أمريكا وتأسست اليهودية الإصلاحية في ألمانيا وإكتسبت شعبيتها من قبل اليهود الأمريكيين.

## وصلات داخلية
- اليهود